# Menosoma picta
Menosoma picta är en insektsart som beskrevs av Keti Maria Rocha Zanol 1989. Menosoma picta ingår i släktet Menosoma och familjen dvärgstritar. Inga underarter finns listade i Catalogue of Life.